# Петрокамбос
Петрокамбос (на гръцки: Πετρόκαμπος) е планина в Гърция, част от Пинд, на границата между Гревенско, Трикалско и Янинско.

## Описание
Планината е част от планинската верига на Северен Пинд и е разположена в източната част на Янинско (Епир), северозападната на Трикалско (Тесалия) и югозападната на Гревенско (Македония). Намира се в североизточния край на масива Зигос (Вулгарис), от който е отделена от проход на 1480 m, реката Мегало Потами и пролома Крименос Хаос. На изток проходът (980 m) Агия Параскеви – Агия Триада и реките Макоси на юг и Бартоломеу на север го отделят от планинския комплекс Хасия в Тесалия.
Скалите ѝ са офиолити.
Част е от мрежата от защитени територии „Натура 2000“ (1310003 и 1310002).
Изкачването до върха може да се осъществи от селището Милия (1180 m) за около 3 часа.
| Име                            | Име                            | Височина | Местоположение |
| ------------------------------ | ------------------------------ | -------- | -------------- |
| Петрокамбос                    | Πετρόκαμπος                    | 1683 m   |                |
| Гьони                          | Γκιώνη, Γκιόνη                 | 1280 m   |                |
| Маврес Петрес                  | Μαύρες Πέτρες                  | 1460 m   |                |
| Микро Кукурело                 | Μικρό Κουκουρέλο               | 1461 m   |                |
| Мнимата, Пандекари             | Μνήματα, Παντεκάρι             | 1513 m   |                |
| Оксия, Патамас                 | Οξυά, Παταμάς                  | 1482 m   |                |
| Паламари, Пендамари, Пандамари | Παλαμάρι, Πενταμάρι, Πανταμάρι | 1467 m   |                |
| Сакули                         | Σακκούλι                       | 1154 m   |                |
| Сварна                         | Σβάρνα                         | 1560 m   |                |
| Сдиряни, Сдряну                | Σδιργιάνι, Σδριάνου            | 1663 m   |                |